# Phanerochaete commixtoides
Phanerochaete commixtoides är en svampart som beskrevs av Sang H. Lin & Z.C. Chen 1990. Phanerochaete commixtoides ingår i släktet Phanerochaete och familjen Phanerochaetaceae.   Inga underarter finns listade i Catalogue of Life.